# Jack Francois
Jack Francois (25 de agosto de 1998) es un deportista neozelandés que compite en taekwondo. Ganó una medalla de bronce en el Campeonato de Oceanía de Taekwondo de 2016 en la categoría de –58 kg.

## Palmarés internacional
| Campeonato de Oceanía | Campeonato de Oceanía | Campeonato de Oceanía | Campeonato de Oceanía |
| Año                   | Lugar                 | Medalla               | Categoría             |
| --------------------- | --------------------- | --------------------- | --------------------- |
| 2016                  | Suva (Fiyi)           | Medalla de bronce     | –58 kg                |